# Campeonato Brasileiro de Seleções Estaduais de 1987
O Campeonato Brasileiro de Seleções Estaduais de 1987 é a trigésima e última edição deste torneio. 
O Campeonato de Seleções foi organizado pela primeira e única vez pela Confederação Brasileira de Futebol (CBF), após 26 edições, entre 1922 e 1962, pela antecessora CBD, além de 3 edições pela opositora histórica desta, a FBF (1933 a 1935), extinta em 1941.
A competição contou com a participação de vinte seleções, sendo a primeira fase composta por oito grupos de duas equipes. A Seleção Gaúcha iniciou na segunda fase, enquanto São Paulo e Rio de Janeiro começaram a partir da terceira fase. Campeã da edição anterior, a Seleção Mineira entrou diretamente na fase semifinal, sendo representada pelo Villa Nova.
Na final, o selecionado do Rio de Janeiro, que iniciou o campeonato tendo o Vasco da Gama como base, foi representada pelo Americano de Campos, clube ao qual o então presidente da FERJ Eduardo Viana era torcedor. A Seleção Paulista queria que o segundo jogo da decisão fosse jogado no domingo, 7 de fevereiro. Houve um impasse: nesta data, o Americano enfrentaria o América pelo Campeonato Estadual. A CBF marcou a partida para a terça-feira, dia 9 de fevereiro. Como os paulistas recusaram a jogar, a Seleção fluminense foi declarada campeã.
Segundo o pesquisador Rodrigo Guimarães Saturnino Braga (2021, p. 13), a última edição do Campeonato de Seleções foi "organizada para tentar aplacar o descontentamento entre as federações e juntar forças para enfrentar o que parecia ser uma luta por autonomia por parte dos clubes". Em 1987, a partir do Clube dos 13 (instituição formada na época pelo G-12 e o Bahia), os clubes foram protagonistas na gestão da polêmica e inovadora Copa União.

## Participantes
| Equipe              | Participação |
| ------------------- | ------------ |
| Amazonas            | 19ª          |
| Bahia               | 26ª          |
| Ceará               | 23ª          |
| Distrito Federal    | 2ª           |
| Espírito Santo      | 24ª          |
| Goiás               | 12ª          |
| Maranhão            | 22ª          |
| Mato Grosso         | 14ª          |
| Mato Grosso do Sul  | 1ª           |
| Minas Gerais        | 28ª          |
| Pará                | 25ª          |
| Paraíba             | 23ª          |
| Paraná              | 27ª          |
| Pernambuco          | 25ª          |
| Piauí               | 20ª          |
| Rio Grande do Norte | 20ª          |
| Rio Grande do Sul   | 24ª          |
| Rio de Janeiro      | 30ª *        |
| Santa Catarina      | 20ª          |
| São Paulo           | 29ª          |

* NOTA: O estado do Rio de Janeiro participou anteriormente como os extintos Distrito Federal e estado da Guanabara.

## Tabela

### Primeira fase
Grupo A
| 9 de agosto de 1987 | Amazonas    | 1 – 0     | Pará | Estádio Vivaldão, Manaus, AM                                                                 |
|                     | Helinho 80' | Relatório |      | Árbitro: Lecílio Estrela de Sá Auxiliares: Josenil Santos Souza e Rui Edjan de Jesus Martins |

| - Amazonas: Luís Roberto; Paulo Verdum, Murica, Paulo Galvão (Kléber) e Luís Florêncio; Alves, Fernandinho (Luizinho) e Carlinhos Maracanã; Curió, Helinho e Jorginho de Castro. - Pará: Juranir; Jair, Nad, Pagani e Mário Vigia; Edgar, Ondino e Gerson (Jair Feitosa); Edil (Marcos Nogueira), Cabinho e Walbert. |

| 12 de agosto de 1987 | Pará    | 1 – 0     | Amazonas | Estádio Mangueirão, Belém, PA                                                                              |
| 21:00 (UTC−3)        | Cabinho | Relatório |          | Público: 3,032 Árbitro: Josenil Santos Souza Auxiliares: Lecílio Estrela de Sá e Frandir Nascimento Fontes |

| - Pará: Juranir; Jair, Nad, Pagani e Mário Vigia; Edgar, Ondino e Gerson; Edil, Cabinho e Walbert (Marcos Nogueira). - Amazonas: Luís Roberto; Paulo Verdum, Alves, Murica e Luís Florêncio; Kléber, Helinho e Carlinhos Maracanã (Neto); Curió, Luizinho e Jorginho de Castro. Técnico: Paulo Mendes. |

* NOTA: com resultado igual no jogo de volta, a decisão foi à sorteio, do qual saiu vencedor a Seleção Amazonense.
Grupo B
| 4 de agosto de 1987 | Piauí     | 1 – 2 | Maranhão | Estádio Albertão, Teresina, PI                             |
| 21:00 (UTC−3)       | Carlinhos |       | Bacabal  | Público: 1,477 pagantes Árbitro: Gregório dos Santos Filho |

|  |

| 7 de agosto de 1987 | Maranhão                                | 3 – 0 | Piauí | Estádio Castelão, São Luís, MA |
|                     | Gol marcado · Gol marcado · Gol marcado |       |       |                                |

|  |

Grupo C
| 12 de agosto de 1987 | Ceará       | 1 – 1 | Rio Grande do Norte | Estádio Presidente Vargas, Fortaleza, CE           |
| 21:00 (UTC−3)        | Gol marcado |       | Gol marcado         | Árbitro: Lineu Antônio de Lisboa Júnior dos Santos |

|  |

| 16 de agosto de 1987 | Rio Grande do Norte | 0 – 1     | Ceará     | Estádio Machadão, Fortaleza, CE                                |
|                      |                     | Relatório | 27' Frank | Público: 3,805 pagantes Árbitro: José Clizaldo da Silva França |

| - Rio Grande do Norte: Hélio; Saraiva, Edson, Rubens Paula e Valdecy; Baltazar, Alciney (Nito) e Valério; Adauto (Cáo), Almir e Henrique. Técnico: Caiçara. |

Grupo D
| 14 de julho de 1987 | Paraíba | 0 – 1 | Pernambuco     | Estádio Almeidão, João Pessoa, PB                  |
| 21:15 (UTC−3)       |         |       | 26' Mirandinha | Público: 7,157 Árbitro: Wilson Conceição de Araújo |

| - Paraíba: Jorge Hipólito; Santana, Neurilene, Nascimento e Gérson; Henrique, Silvinho e Tola; Porto, Vamberto (Isaías) e Haroldo (Elinaldo). Técnico: Vitor Hugo. - Pernambuco: Leão; Betão, Heraldo, Ivã e Chiquinho; Zé do Carmo, Baiano (Dadinho) e Ademir Lobo (Ribamar); Robertinho, Mirandinha e Gilson Gênio. Técnico: Ernesto Guedes. |

| 9 de agosto de 1987 | Pernambuco | 0 – 0 | Paraíba | Recife, PE |
|                     |            |       |         |            |

|  |

Grupo E
Sergipe e Alagoas deveriam jogar em Aracaju, em 4 de agosto. Alegando estar impossibilitada de formar uma equipe, já que o Campeonato Alagoano estava na reta final, a Seleção Alagoana enviou um ofício à CBF desistindo da competição.
Grupo F
| 6 de agosto de 1987 | Bahia       | 1 – 2 | Espírito Santo            | Estádio da Fonte Nova, Salvador, BA |
| 21:00 (UTC−3)       | Gol marcado |       | Gol marcado · Gol marcado | Árbitro: Antônio Vieira de Góis     |

|  |

| 9 de agosto de 1987 | Espírito Santo | 0 – 1 | Bahia      | Estádio Engenheiro Alencar Araripe, Cariacica, ES    |
|                     |                |       | 19' Júnior | Público: 596 pagantes Árbitro: Carlos Elias Pimentel |

| - Espírito Santo: Zé Luís; Bartô, Julinho, Paulo Ramos e Marinho; Sena, Luís Alberto e Naldo; Júlio César, Careca (Buga) e Fernando Moura. Técnico: Carlos Roberto. - Bahia: Denílson; Wilson, Lameu, Miranda e Capu; Hermé, Adenilton e Hugo; Júnior (Naldinho), Vandick (Adelvandro) e Luís Henrique. Técnico: Vail Mota. |

Grupo G
| 5 de agosto de 1987 | Distrito Federal | 0 – 0 | Goiás | Estádio Mané Garrincha, Brasília, DF                     |
| 21:00 (UTC−3)       |                  |       |       | Público: 838 pagantes Árbitro: Alail Bolívar Viana Filho |

| - Distrito Federal: Dias; Ricardo, Iranil, Zinha e Jerônimo; Marco Antônio, Bilzinho e Zé Maurício; Régis, Bé e Bolão. Técnico: Brito. - Goiás: Ricardo; Válter, Gomes, Ronaldo Castro e Célio Gaúcho; Uidemar, Fagundes e Formiga; Niltinho, Valdir Dias (Paulo César) e Tiãozinho. Técnico: Zé Mário. |

| 9 de agosto de 1987 | Goiás                                                                    | 6 – 0 | Distrito Federal | Estádio Serra Dourada, Goiânia, GO                |
|                     | Formiga 1' · Gomes 40' · Tiãozinho 46' 59' · Vinha 72' (GC) · Válter 86' |       |                  | Público: 4,045 Árbitro: Márcio Rezende de Freitas |

| - Goiás: Oliveira; Válter, Gomes, Ronaldo Castro e Célio Gaúcho; Vildemar, Fagundes e Péricles (Marçal); Niltinho, Formiga (Valdeir) e Tiãozinho. Técnico: Zé Mário. - Distrito Federal: Vanderlei; Ricardo, Iranil, Zinha e Jerônimo; Marco Antônio, Bilzinho (Marcelo Freitas) e Zé Maurício; Régis (Moura), Bé e Bolão. Técnico: Brito. |

Grupo H
| 5 de agosto de 1987 | Mato Grosso do Sul | 1 – 0 | Mato Grosso | Estádio Morenão, Campo Grande, MS |
| 21:30 (UTC−4)       | Gol marcado        |       |             | Árbitro: Antônio Pereira da Silva |

|  |

| 9 de agosto de 1987 | Mato Grosso               | 2 – 0 | Mato Grosso do Sul | Estádio José Fragelli, Cuiabá, MT |
|                     | Gol marcado · Gol marcado |       |                    |                                   |

|  |

Grupo I
| 4 de agosto de 1987 | Santa Catarina | 0 – 1     | Paraná        | Estádio da Ressacada, Florianópolis, SC                                                              |
| 21:30 (UTC−3)       |                | Relatório | 73' Adalberto | Árbitro: Carlos Alberto Muniz Valente Auxiliares: Jorge Correia Filho e Márcio Pereira do Nascimento |

|  |

| 9 de agosto de 1987 | Paraná       | 1 – 0     | Santa Catarina | Estádio Pinheirão, Curitiba, PR                                    |
| 15:30 (UTC−3)       | Serginho 84' | Relatório |                | Público: 3,019 (2,561 pagantes) Árbitro: Everaldo Almeida da Silva |

| - Paraná: Toinho; Eraldo, Marcão, Fernando e Dionísio; Milton, Marinho e Serginho; Carlinhos (Sérgio Luís), Adalberto (Pedrinho) e Marquinhos. Técnico: Geraldo Damasceno. - Santa Catarina: Braulino; Rosemiro, Ademir, Ricardo e Dodô; Bin (Veiga), Douglas Onça e Danival; João Carlos, Miltão e Gilmar Madeira (Paulo César). Técnico: Levir Culpi. |

### Segunda fase
Grupo J
| 30 de agosto de 1987 | Amazonas    | 1 – 2 | Maranhão                  | Estádio Gilberto Mestrinho, Manacapuru, AM                                                     |
| 15:30 (UTC−4)        | Gol marcado |       | Gol marcado · Gol marcado | Árbitro: Jaime Batista Monteiro Auxiliares: Francisco Sérgio Santos e Josias Moraes dos Santos |

|  |

| 3 de setembro de 1987 | Maranhão     | 1 – 2     | Amazonas              | Estádio Castelão, São Luís, MA                     |
| 21:00 (UTC−3)         | Zequinha 59' | Relatório | 52' Neto · 92' Murica | Árbitro: Lineu Antônio de Lisboa Júnior dos Santos |

|  |

* NOTA: com resultado igual no jogo de volta, a decisão foi à sorteio, do qual saiu vencedor a Seleção Maranhense.
Grupo K
Este grupo deveria ser decidido entre os vencedores dos grupos C (Ceará) e D (Pernambuco). Porém, ambas equipes abandonaram a competição, após classificarem para a Segunda Fase.
Grupo L
Este grupo deveria ser decidido entre os vencedores dos grupos E (Alagoas ou Sergipe) e F (Espírito Santo).
Grupo M
| 12 de agosto de 1987 | Mato Grosso | 1 – 2 | Goiás                     | Estádio José Fragelli, Cuiabá, MT    |
| 21:00 (UTC−4)        | Gol marcado |       | Gol marcado · Gol marcado | Árbitro: Clemente dos Santos Machado |

|  |

| 16 de agosto de 1987 | Goiás                     | 2 – 0 | Mato Grosso | Estádio Serra Dourada, Goiânia, GO |
|                      | Gol marcado · Gol marcado |       |             |                                    |

|  |

Grupo N
| 23 de agosto de 1987 | Rio Grande do Sul | 1 – 0     | Paraná | Estádio Centenário, Caxias do Sul, RS                     |
|                      | Zé Roberto 34'    | Relatório |        | Público: 1,846 Renda: Cr$93.200,00 Árbitro: Dalmo Bozzano |

| - Rio Grande do Sul: Gilmar; Gilberto, Baidek, Jairo e Adriano; Caçapava, Amaral e Jéferson; Capanema (Alexandre), Zé Roberto e Romário (Neni). - Paraná: Toinho; Bruno, Marcão, Fernando e Marcos Vinícius; Roberson (Milton), Marinho (Adalberto) e Pedrinho; Carlinhos, Serginho e Marquinhos. Técnico: Geraldo Damasceno. |

| 26 de agosto de 1987 | Paraná                       | 2 – 0     | Rio Grande do Sul | Estádio Pinheirão, Curitiba, PR             |
|                      | Adalberto 46' · Serginho 58' | Relatório |                   | Público: 1,425 Árbitro: Ilton José da Costa |

| - Paraná: Toinho; Eraldo, Marcão, Fernando e Dionísio; Milton, Adalberto e Pedrinho; Carlinhos, Serginho e Marquinhos. Técnico: Geraldo Damasceno. - Rio Grande do Sul: Gilmar; Alexandre, Baidek, Jairo e Gilberto; Caçapava, Amaral (Gérson Lopes) e Jéferson; Capanema (Romário), Zé Roberto e Neni. Técnico: Paulo Sérgio Poletto. |

### Terceira fase
| 4 de dezembro de 1987 | Maranhão    | 1 – 3 | Rio de Janeiro             | Estádio Nhozinho Santos, São Luís, MA                  |
| 21:00 (UTC−3)         | Gol marcado |       | Roberto Dinamite · Romário | Público: 11,086 pagantes Árbitro: Manoel Amaro de Lima |

|  |

| 5 de dezembro de 1987 | Espírito Santo | 0 – 1 | São Paulo   | Estádio Engenheiro Alencar Araripe, Cariacica, ES |
| 17:00 (UTC−3)         |                |       | Gol marcado |                                                   |

|  |

| 8 de dezembro de 1987 | São Paulo | 1 – 1 | Espírito Santo | Estádio do Pacaembu, São Paulo, SP |
|                       | Delém     |       | Naldo          | Público: 99                        |

|  |

| 10 de dezembro de 1987 | Rio de Janeiro                                            | 4 – 1     | Maranhão    | Estádio São Januário, Rio de Janeiro, RJ                |
| 21:00 (UTC−3)          | Mauricinho 37' · Osvaldo 56' · Romário 61' · Bismarck 79' | Relatório | 88' Bacabal | Público: 416 pagantes Árbitro: Euclides Peres Rodrigues |

| - Rio de Janeiro: Acácio; Paulo Roberto (Milton Mendes), Pedro Diniz, Donato e Mazinho; Humberto (William), Geovani e Osvaldo; Mauricinho, Bismarck e Romário. Técnico: Sebastião Lazaroni. - Maranhão: Jorge; Carlos Alberto, Rosclim, Santos e Neto; Batista, Dias e Daniel; China (Merica), Bacabal e Marco Antônio (Eduardo). |

* NOTA: Paraná e Goiás deveriam se enfrentar no dia 1º de dezembro, em Ponta Grossa. Por conta de divergências entre a prefeitura da cidade e a Federação Paranaense de Futebol, a Seleção Paranaense abandonou a competição, classificando a Seleção Goiana diretamente para as semifinais.

### Semifinal
| 24 de janeiro de 1988 | Goiás          | 1 – 3 | São Paulo           | Estádio Jonas Duarte, Anápolis, GO                     |
|                       | Valdir Dias 2' |       | 20' 29' 70' Agnaldo | Público: 2,675 Árbitro: Pedro Carlos Bregalda do Carmo |

| - Goiás: Ricardo; Jair Ferreira, Ronaldo, ? e Célio Gaúcho; Nélson Dourado, Valdeir (Maranhão) e Marçal; Paulo César (Ivo), Valdir Dias e William. Técnico: Zé Mário. - São Paulo: Carlos; Edinho, Ricardo, André Cruz e Albéris (Biro-Biro); Célio, Silas e Edu; Tato, Agnaldo e João Paulo. Técnico: Rubens Minelli. |

| 26 de janeiro de 1988 | Rio de Janeiro | 0 – 0 | Minas Gerais | Estádio Caio Martins, Niterói, RJ             |
|                       |                |       |              | Público: 20 Árbitro: Antônio de Paula e Silva |

| - Rio de Janeiro: Geraldo; Jaílton, Cléber, João Carlos e Abelardo; Índio, Gilmar (Marquinhos) e Carlos; Carlinhos Mineiro, Alexandre (Amarildo) e Marcinho. Técnico: José Maria Pena. - Minas Gerais: Roberto Carlos; Rubens, Isaac, Marcus Vinícius e Jardel; Alex, Erivelto e Elísio; Zé Carlos, Pirulito (Binga) e Mairon César. Técnico: Dawson Laviola. |

| 31 de janeiro de 1988 | São Paulo | 1 – 0 | Goiás | Estádio Olímpico da USP, São Paulo, SP              |
|                       | Tato 82'  |       |       | Público: 2,531 Árbitro: Paulo Roberto Chaves Duarte |

| - São Paulo: Carlos; Edinho, Nenê, André Cruz e Jairo; Biro-Biro, Célio e Silas; Tato, Agnaldo (Toninho) e Edu (Éverton). Técnico: Rubens Minelli. - Goiás: Ricardo; Jair Ferreira, Ronaldo, Hermínio e Célio Gaúcho; Nélson Dourado (Maranhão), Valdeir (Moisés) e Marçal; Ivo, Valdir Dias e William. Técnico: Zé Mário. |

| 2 de fevereiro de 1988 | Minas Gerais  | 1 – 1 | Rio de Janeiro | Estádio Independência, Belo Horizonte, MG |
|                        | Zé Carlos 37' |       | 4' (GC) Alex   | Público: 754 Árbitro: Edmar Soares        |

| - Minas Gerais: Roberto Carlos; Rubens, Isaac, Marcus Vinícius e Euler (Émerson); Alex (Pirulito), Erivelto e Elísio; Zé Carlos, Binga e Mairon César. Técnico: Dawson Laviola. - Rio de Janeiro: Geraldo; Jaílton, Cléber, Geovani e Abelardo; Índio, Gilmar e Carlos; Carlinhos Mineiro, Alexandre (Luís Alberto) e Marcinho. Técnico: José Maria Pena. |

### Final
| 4 de fevereiro de 1988 | Rio de Janeiro | 1 – 0 | São Paulo | Estádio Godofredo Cruz, Campos dos Goytacazes, RJ |
|                        | Amarildo 62'   |       |           | Público: 1,953 Árbitro: Ângelo Antônio Ferrari    |

| - Rio de Janeiro: Geraldo; Jaílton, Cléber, João Carlos e Abelardo; Índio, Gilmar (Luís Alberto) e Carlos; Amarildo, Carlinhos Mineiro e Marcinho. Técnico: José Maria Pena. - São Paulo: Carlos; Edinho, Nenê, André Cruz e Jairo; Célio, Biro-Biro e Silas; Tato (Toninho), Agnaldo (Éverton) e Edu. Técnico: Rubens Minelli. |

## Premiação
| Campeonato Brasileiro de Seleções de 1987 |
| Rio de Janeiro                            |
| ----------------------------------------- |
| RIO DE JANEIRO Campeão (15º título)       |